# Bagodares griseocostaria
Bagodares griseocostaria är en fjärilsart som beskrevs av Herrich-Schäffer 1870. Bagodares griseocostaria ingår i släktet Bagodares och familjen mätare. Inga underarter finns listade i Catalogue of Life.